# Heinersdorf (Berlin)
Heinersdorf, Berlin-Heinersdorf – dzielnica (Ortsteil) Berlina w okręgu administracyjnym Pankow. Od 1 października 1920 w granicach miasta.